# Vishay Intertechnology
Vishay Intertechnology — международная компания, один из крупнейших поставщиков прецизионных дискретных полупроводниковых приборов и пассивных электронных компонентов в мире.
Впервые вышла на рынок в 1962 году с уникальными высокоточными тонкоплёночными резисторами, изготавливаемыми по технологии, запатентованной её основателем и главным техническим директором Феликсом Зандманом (еврейским иммигрантом из Гродно, Белоруссия).

## История
В начале 1960-х годов Феликс Зандман, работавший в компании Budd (США) в должности директора департамента научных исследований, разработал принципиально новую конструкцию прецизионных тонкоплёночных сопротивлений. Руководство компании Budd не сочло её перспективной, и 22 февраля 1962 года Феликс Зандман создал собственную фирму.
Феликс Зандман, выживший в Катастрофе европейского еврейства во время Второй мировой войны, и его компаньон и родственник Альфред Сланер (Alfred P. Slaner) назвали новую компанию «Vishay», в память о бабушке Феликса, родившейся в маленьком литовском городке Вишей (ныне Вейсеяй).
В том же году компания Vishay вышла на рынок со своими уникальными высокоточными тонкоплёночными резисторами, изготовленными по технологии, запатентованной Зандманом, а уже в 1964 году она начала продавать лицензии зарубежным производителям резисторов. В 1973 году Государственный департамент США разрешил продажу лицензии Советскому Союзу, но когда в октябре того же года арабские страны напали на Израиль, Феликс Зандман прервал процесс передачи лицензии
.
В начале 1970-х годов «Vishay» построила свой первый завод в Израиле и к середине 1980-х стала лидирующим производителем оригинальных электронных компонентов. В это же время она начала приобретение родственных предприятий для расширения производства в своей сфере и выхода на смежные ниши рынка. Среди её приобретений были такие крупные компании, как Dale Electronics (США), Draloric (Германия) и Sfernice (Франция). В результате этих приобретений к концу 1980-х годов «Vishay» установила контроль над третью американского и около 40 % европейского рынка резисторов. 
Последующее приобретение полупроводникового подразделения компании Temic (включавшего в себя компании Telefunken и большую часть Siliconix), а в 2001 году — бизнеса ИК-оптоэлектроники у Infineon и дискретных полупроводников у General Semiconductor позволило Vishay внедриться на рынок дискретных полупроводников, аналоговых ключей и оптоэлектроники.

## Деятельность
Сегодня Vishay имеет производственные предприятия в Израиле, Китае и пяти странах Америки, Европы и Азии.
Производит выпрямители, диоды, МОП-транзисторы, оптоэлектронные компоненты, специализированные интегральные схемы, резисторы, конденсаторы и индукторы.
По состоянию на 31 декабря 2009 года в компании было около 22,3 тыс. штатных сотрудников.
Доходы Vishay Intertechnology за 2009 год составили более 2042 млн долл. 
Акции компании представлены на Нью-Йоркской фондовой бирже.
В октябре 2009 года Vishay объявила о создании дочерней компании «Vishay Precision Group», специализирующейся на технологии производства и применении её прецизионных тонкоплёночных компонентов в таких областях как микроизмерения, датчики, процесс взвешивания и других; акции новой компании представлены на бирже NASDAQ.